# Cantó de Bordèras de Loron
El cantó de Bordèras de Loron és un cantó francès del departament dels Alts Pirineus, enquadrat al districte de Banhèras de Bigòrra. Té 15 municipis i el cap cantonal és de Bordèras de Loron.

## Municipis
- Adervièla e Pocieures
- Armentèula
- Avanha
- Era Varelha
- Bordèras de Loron
- Cadau de Devath
- Cadau, Hereishet, Anèra e Camors
- Estarvièla
- Genos
- Gèrm
- Lodenvièla
- Lodervièla
- Mont
- Arris
- Vièla de Loron

## Història
| Data d'elecció                           | Identitat     | Partit | Qualitat |
| ---------------------------------------- | ------------- | ------ | -------- |
| 1985-                                    | Michel Pélieu | PRG    |          |
| les dades anteriors no són pas conegudes |               |        |          |
|                                          |               |        |          |

## Demografia
| 1962  | 1968  | 1975 | 1982 | 1990 | 1999  | 2006  |
| ----- | ----- | ---- | ---- | ---- | ----- | ----- |
| 1.077 | 1.029 | 908  | 977  | 932  | 1.031 | 1.167 |